# Cungayo
Cungayo es una localidad peruana ubicada en el distrito de Huancabamba, perteneciente a la provincia homónima del departamento de Piura, al norte del Perú. 

## Ubicación
Cungayo se ubica al noreste de la provincia de Huancabamba, en el distrito de Huancabamba, en el departamento de Piura.

## Demografía
En 2017 Cungayo tenía una población de 3 habitantes.
| Gráfica de evolución demográfica de Cungayo entre 1993 y 2017 |
|                                                               |
| Fuentes: Población 1993 y 2017                                |